# Київська митрополія (1241—1458)
Київська митрополія (1241—1458) — період існування Київської митрополії у складі Вселенського патріархату Константинополя після монгольської навали на Русь та зруйнування ними Києва (1240) і до відокремлення Московської (1448) митрополії.
Спустошення монголами Києва спричинило його ослаблення як політичного і релігійного центру; цьому також сприяло захоплення Константинополя хрестоносцями (1204). Натомість у др. пол. XIII ст. почалося політичне піднесення васальних до Орди північно-східних князівств: Владимиро-Суздальського і Московського, також відомих як князівства Залісся. Поволі осідок київського митрополита, почав переміщуватися з Києва до Владимира-на-Клязьмі, який остаточно став резиденцією митрополитів у 1299, а у 1325 осідок було перенесено до Москви.
Попри це, низка руських земель — спершу Галицько-Волинське князівство (Королівство Русь), а згодом і Велике князівство Литовсько-Руське — активно опиралися церковній і політичній централізації навколо Ординських князівств. Вони домоглися створення власних митрополій — у Галичі, Новогрудку, Вільно. Не зупинялися спроби повернути осідок до Києва, та поставити за митрополичу кафедру митрополита незалежного від Орди і заліських князів. Зрештою, не витримавши тиску, у 1448 році Москва самовільно висвятила митрополита Московського, без згоди Константинополя, що стало початком окремого церковного шляху Московської митрополії. Процес відокремлення Московської митрополії не був одномоментним: спроби зберегти єдність з Києвом та Константинополем тривали до 1458 року, коли патріарх (у Римі) офіційно повернув Київську митрополію назад до Києва.

## Закріплення монгольської влади над Києвом (1240–1283)
6 грудня 1240 року Київ був захоплений військом хана Батия. До завоювання монголами Київ це одне із найбільших міст Центрально-Східної Європи, потужний центр східного християнства для багатьох прилеглих територій. Захоплення Києва було непересічною подією навіть для Орди, попри її численні завоювання. В цей же час Константинополь як центр православ'я теж перебував в занепаді і знаходився під владою Латинян. Митрополит Йосип, що перебував у Києві під час його облоги, імовірно загинув, або перебрався до Нікейської імперії. Князь Галицький і Волинський Данило Романович і князь Чернігівський Михайло Всеволодович уклали антимонгольський союз, попри ворожнечу що тривала до цього. Князь Михайло Чернігівський зайняв Київ, наступним митрополитом був обраний Петро Акерович. 1245 року Михайло спрямував Акеровича на Перший Ліонський собор, де сподівався отримати допомогу від папи римського Іннокентія IV. Але не отримав чіткої відповіді. У 1246 році князь Михайло поїхав до Орди за ярликом. За відмову виконати язичницький обряд був убитий монголами, імовірно, через це Петро Акерович так і не отримав патріаршого висвячення. 
Наступним митрополитом став Кирило II (1243–1281), який був близьким до князя Данила Романовича. Близько 1243 року літопис уже називає Кирила митрополитом, хоча офіційне висвячення відбулося пізніше. Оскільки роки служіння Петра Акеровича і Кирила II перетинаються, імовірно Данило Романович і Михайло Всеволодович в цей період намагались поставити свого митрополита незалежно один від одного. У цей час Константинопольська патріархія перебувала у вигнанні в Нікейській імперії — це була єдина візантійська держава, що зберегла безперервність православної церковної традиції після захоплення Константинополя хрестоносцями у 1204 році. Імператор Іоанн III Ватац активно відновлював церковні зв’язки зі слов’янським світом, зокрема Руссю, як засіб політичного впливу та укріплення авторитету нікейського патріархату. У 1247 році Кирило вирушив до Нікеї і був висвячений Константинопольським патріархом Мануїлом II, що діяв у вигнанні при дворі Ватациса. У 1251 році митрополит Кирило розійшовся з Галицько-волинським князем Данилом Романовичем, можливо, через переговори князя з папським престолом. Після цього Кирило поїхав до поставленого ордою великого князя Київського Олександра Невського, який вже з 1252 року також був великим князем Володимирським. Кирило оселився у місті Владимир на Клязьмі і залишався там до смерті князя Олександра в 1264 році. Після цього повернувся до Києва і до його смерті в 1281 році його осідок залишався там.

## Відвоювання Константинополя і нова політика Візантії (1261–1281)
У 1261 році Константинополь було відвойовано в латинян імператором Михайлом VIII Палеологом, і Константинопольська патріархія повернулася з вигнання до відновленої Візантії. Це означало відновлення церковного центру, але не автоматичне зміцнення контролю над периферійними митрополіями. У самій імперії почалася політика церковної унії з Римом, яку активно просував імператор Михайло VIII, шукаючи захисту від Латинського Заходу. Це викликало опір у православному світі, зокрема серед слов’янських церков, включно з Київською митрополією.
У 1274 році на Другому Ліонському соборі було проголошено унію Константинополя з Римом, яку візантійський імператор формально визнав. Проте більшість православного духовенства та населення її не прийняли. У Київській митрополії ця унія також не була підтримана. Митрополит Кирило зберігав лояльність до православної традиції, не визнаючи унійних постанов.
У цей період зв’язки Київської митрополії з Константинополем значно послабились. Через політичну нестабільність у Візантії, внутрішню опозицію унії та географічну віддаленість Русь фактично функціонувала дуже автономно, хоча формально залишалася в межах юрисдикції патріархії.
У Візантії церква була повністю підпорядкована державній владі — її верховним главою вважався сам імператор, відповідно до цього Константинополь прагнув зберегти вплив на регіон Північного Причорномор’я і через церковну ієрархію Русі і через співпрацю з тією політичною силою, яку він почав вважати визначальною в регіоні — Золтою Ордою. Саме в цьому контексті слід розглядати шлюб, укладений у 1273 році між ханом Ногаєм і побічною донькою імператора Михайла VIII Палеолога — Єфросинією. Цей союз засвідчував політичне зближення Візантії із Золотою Ордою.

## Перенесення Київської кафедри до Владимира-на-Клязмі (1283–1299)
В 1283 році в Київ прибув митрополит Максим, грек, поставлений Константинополем. Це стало першим післяунійним жестом відновлення церковного зв’язку, вже після того як новий імператор Андронік II Палеолог у 1281 році засудив унію з Римом та повернувся до повноцінного православ’я. В цей час, Владимиро-Суздальскі князі завдяки покорі Орді втрималися у своєму уділі, отримали від монголів визнання старшинства над Північно-Східною Руссю поміж інших князівств, отримавши на деякий час ярлик на князювання в Києві. Київ же в цей час лишався важливим, але дедалі маргіналізованим центром, політично залежним від Золотої Орди.
Близько 1299 року митрополит Максим остаточно переніс кафедру з Києва до Владимира-на-Клязьмі. Нібито з причини запустіння Києва від засилля монголів. Проте не можна виключати, що справжньою причиною було політичне зближення Візантії із Золотою Ордою. Внаслідок цього кроку митрополія остаточно змістилася на північ і почала орієнтуватись на Залісся.

## Перша Галицька митрополія (1302–1332)
У відповідь на фактичне усунення Києва від церковного управління король Русі Лев Данилович, а потім його син Юрій I Львович почали домагатися від Константинополя створення окремої митрополії в Галичі. Приблизно у 1302 році, за їх клопотаннями, патріарх благословив створення Галицької митрополії. Грамота про її створення була видана імператором Візантії Андроніком ІІ Палеологом і Константинопольським патріархом Афанасієм I. Її першим очільником став митрполит Ніфонт, поставлений патріархатом із резиденцією в Галичі. До складу Галицької митрополії увійшли такі єпархії: Галицька, Володимирcька, Перемиська (Перемишльська), Луцька, Турівська (Пінська) та Холмська.
Після смерті галицького митрополита Ніфонта у 1305 році галицькі єпископи за підтримки князя Юрія Львовича висунули кандидатом на його місце ігумена Ратенського монастиря Петра — уродженця Волині. Його було відправлено до Константинополя на затвердження як митрополита Галицького. Однак саме тоді помер митрополит Київський Максим, і на його місце також претендував кандидат від тверського князя — ігумен Геронтій. Через суперечки між північними та південно-західними князями справа затягнулася на кілька років. Зрештою, Патріарх Афанасій I вирішив об'єднати разом 2 митрополії і призначити Петра на місце померлого митрополита Максима. Петру було надано титул — митрополит Київський і всієї Русі. Галицька митрополія перейшла у безпосереднє підпорядкування предстоятеля Київської церкви.

## Перенесення Київської кафедри до Москви (1325)
Константинополь, прагнучи зберегти вплив на регіон через церковну ієрархію, намагався підтримувати добрі стосунки з Ордою. Саме тому, хоч Константинополь і висвятив кандидата від Галичини на митрополита Київського, він направив його не до Києва, а одразу в Залісся.
У 1263 році Московське князівство було виокремлене з Владимирського як уділ для сина Олександра Невського й поступово почало зміцнювати свої позиції серед залісських князівств. До часу прибуття митрополита Петра Москва вже стала одним із головних претендентів на володимирську спадщину, активно розширюючи території та посилюючи свої політичні амбіції.
Близько 1309 року Петро (1308–1326) прибув до Владимира-на-Клязмі, але не зміг налагодити конструктивних відносин із місцевим князем і тому проводив значну частину часу в роз’їздах, відвідуючи єпархії та зміцнюючи зв’язки з іншими, васальними до Орди князями. Під час візиту до столиці Золотої Орди він отримав ярлик від хана Узбека, що підтверджував підсудність духовенства виключно церковному суду. Згодом митрополит тісно зблизився з московськими князями, спочатку з Юрієм Даниловичем, а пізніше з Іваном Калитою, за правління якого близько 1325 року митрополича кафедра була перенесена до Москви. В 1326 році Петро помер, згодом був канонізований як перший святий Московської церкви і проголошений її небесним покровителем. Йому також належить формулювання ідеї богообраності Москви.

## Перша Литовсько-Руська митрополія (1316–1330)
Ще у XIII столітті, після монгольської навали, литовські правителі почали приєднувати до своєї держави православні руські землі. У 1316 році великим князем Литовським став Гедимін, який у своїй титулатурі додає «король русинів». За його правління до складу Великого князівства Литовського увійшла більша частина сучасної Білорусі — зокрема Мінська, Вітебська й Турово-Пінська землі, а також було розширено політичний вплив на Смоленщину. Після цих завоювань 2/3 населення Литви становили православні. 
Близько 1316–1317 рр. на території ВКЛ засновано першу православну митрополію. Ймовірно, наслідуючи Галицько-Волинське князівство, ще князь Витень звернувся з цього приводу до Константинопольського патріарха. Детальних відомостей про заснування митрополії не збереглося, проте першим митрополитом, імовірно, був Теофіл (в 1327 та 1329 роках його підпис є на актах священного синоду Константинополя). Кафедра розташовувалась в Новогрудку — тогочасному релігійному та політичному центрі князівства. Митрополія підпорядковувалась Константинополю. Проте Московські князі і залежні від них митрополити домагалися, щоб ВКЛ не мала окремої митрополії.
Після смерті Литовсько-Руського митрополита Теофіла близько 1330 року нового митрополита не було призначено. Попри це, єдність церковної структури не відновилася — Руські землі не підвладні Орді не хотіли визнавати верховенство Київської митрополії з кафедрою у Москві.

## Церковна політика Візантії підсилює Орду (1328–1353)
Після смерті митрополита Петра новим митрополитом Київським і всієї Русі був призначений Феогност. В 1328 році він прибув до Москви.  Відповідно до політики Константинополя, одним із головних завдань Феогноста було підтримання сприятливих відносин між Візантією та Ордою.
Одним із його перших гучних кроків було відлучення від церкви князя Олександра Михайловича Тверського — лідера повстання проти золотоординського баскака у Твері 1327 року. Це повстання стало причиною кривавого покарання міста ординцями. Феогност також наклав анафему на жителів Пскова, які підтримали Тверського князя. Тим самим він фактично визнавав верховенство Орди та публічно дистанціював церкву від антимонгольських рухів.
Олександр Михайлович, у свою чергу, отримав підтримку від Великого князівства Литовського. Там уже формувалась альтернатива московській церковній політиці: митрополит Теофіл, який співпрацював із князем Гедиміном, підтримував претензії Твері, таким чином підсилюючи авторитет Литовсько-Руської митрополії.

## Друга Галицька митрополія (1337–1347)
Близько 1329 з ініціативи князя Юрія II Тройденовича, в Галицько-Волинських землях з’явився новий митрополит — Гавриїл. У патріарших актах 1331 року він фігурує як «наречений митрополит Галицький», хоча достеменних свідчень про його офіційне висвячення Константинополем не збереглося.
В 1331 року митрополитом Галицьким було обрано Теодора (Федора). Він прибув до Константинополя, де патріарх Ісайя офіційно проголосив його митрополитом відновленої Галицької митрополії. Теодор почав активно висвячувати архієпископів, зокрема за офіційними межами власної митрополії. Це викликало незадоволення з боку митрополита Феогноста, який скаржився на дії галицького духовенства до Константинополя. Як наслідок, патріарх скасував митрополичий статус Теодора. 
Незважаючи на це, у 1337 році Теодор з’являється на Константинопольському соборі, де його ім’я згадується поряд із архієреями з інших важливих єпархій, таких як Ефес, Гераклея, Діррахіум та Амастріда. Його участь у соборі свідчить про спробу відновити свій статус. Вірогідно, вже в цей час почався процес повторного визнання Теодора як митрополита, хоча документальні підтвердження цьому дуже обмежені.

## Політична боротьба за Галицько-Волинську спадщину (1340–1356)
У 1340 році помер Галицько-Волинський князь Юрій II. Він був отруєний і не залишив прямих нащадків. Його смерть одразу спричинила запеклу боротьбу за спадщину між сусідніми державами. Основними претендентами стали Велике князівство Литовське і Королівство Польске.
Литовський князь Любарт Гедимінович, одружений з племінницею покійного князя, швидко встановив контроль над значною частиною князівства, зокрема над Волинню і частиною Галичини. Він прийняв титул галицько-волинського князя, спираючись на підтримку місцевої знаті й православного населення.
Польський король Казимир III Великий висунув власні претензії, спираючись на родинні зв’язки через свою сестру Єлизавету, дружину Юрія I Львовича. У відповідь на литовську експансію Казимир почав військову кампанію за "спадкові" землі. Протягом 1340-х років відбулося кілька збройних сутичок, однак польський вплив обмежувався головно територією Львова та околицями.
Протягом 1340-х років Любарт контролював більшу частину території колишнього князівства, включаючи ключові центри на Волині та частину Галичини. Польські спроби закріпитися в регіоні мали обмежений успіх. Таким чином, Галицько-Волинське князівство на цей час увійшло до складу Великого князівства Литовського, а Галицька митрополія стала новим православним центром для ВКЛ.
На середину 1340-х років ситуація виглядала наступним чином: під контролем Великого князівства Литовського перебували єпархії в Белзі, Чернігові, Полоцьку, Володимирі, Турово-Пінській землі, Смоленську, Галичі, Перемишлі, Холмі, Луцьку та Брянську. Київська митрополія з центром у Москві контролювала Володимиро-Суздальщину, Ростов, Рязань і Сарай.
Проте вже у 1347 році, в часи правління Константинопольського імператора Іоанна VI Кантакузина, з ініціативи московського князя Симеона митрополит Феогност був офіційно визнаний єдиним митрополитом Київським і всієї Русі, відповідно, офіційно Галицька митрополія знову була ліквідована.
З початку 1350-х років ситуація в політичній боротьбі за Галицько-Волинське князівство почала змінюватися на користь Польщі. Волинські землі залишалась за ВКЛ, проте Казимир III посилив тиск на литовські позиції в Галичині, поступово витісняючи Любарта з галицьких земель. В 1352 році було підписано мирний договір що закріпив такий розподіл територій. Ліквідація Галицької митрополії і втрата Галицьких земель означали повну втрату релігійного центру ВКЛ.

## Спроба повернути Київську кафедру назад до Києва (1352–1354)
На початку 1350-х років духовенство Києва намагалося відновити свою автономну роль у церковному управлінні. Формально Київ залишався центром митрополії, однак реально церковна влада була зосереджена в Москві, що викликало незадоволення у місцевих церковних та світських колах.
У 1352 році, за підтримки київського духовенства, до Константинополя прибув кандидат на митрополичий престол — Теодорит. Його метою було здобути висвячення на митрополита Київського, яке мало б відновити автономію київського церковного центру. Однак патріарх довго не надавав відповіді, зволікаючи з ухвалою.
Не дочекавшись рішення, Теодорит вирушив до Тирнова (Болгарія), де отримав висвячення від болгарського патріарха. Хоча це суперечило канонічному порядку, у Києві Теодорита прийняли як митрополита. Його влада, хоч і не визнавалася Константинополем, фактично поширювалася на частину територій Великого князівства Литовського. У Києві його підтримували як законного наступника київської традиції.

## Друга Литовсько-Руська митрополія (1354–1362)
Після смерті митрополита Феогноста в 1353 році, Константинопольський патріарх зіткнувся з тиском з обох сторін — Московії та Великого князівства Литовського, які просували власних кандидатів на київську митрополичу кафедру. Москва підтримувала архімандрита Олексія, давнього соратника Феогноста, який визнавався у Москві наступником ще за життя Феогноста. У той же час Литва висунула митрополита Романа, що мав підтримку князя Ольгерда.
У 1354 році Роман був висвячений патріархом у Константинополі на митрополита "литовського", тобто з орієнтацією на західноруські землі. Він вирушив до Києва, прагнучи зайняти кафедру, однак місцеве духовенство надавало перевагу Теодориту, який завоював великий авторитет у регіоні. В умовах подвійної церковної влади Роман не зміг закріпитися в Києві й перемістив свою діяльність до Новогрудка.
Митрополит Роман контролював обмежену територію — йому підпорядковувались Новогрудська, Полоцька і Турівська єпархії. Попри це, він продовжував політику укріплення незалежності Литовсько-Руської митрополії. У 1358 році він прибув до Твері, де його урочисто прийняли князі, які ворогували з Москвою та були союзниками Ольгерда.
Згодом, через тиск, як московської, так й литовської влади, що мали офіційно висвячених у Константинополі митрополитів, Теодорит вимушений був поступитися митрополичим престолом.
Формально Константинополь не визнавав повернення кафедри київської митрополії назад до Києва, але був змушений шукати компроміси. У 1354 році патріарх ухвалив, що місто Владимир-на-Клязьмі отримує статус другої кафедри митрополита Київського, при цьому Київ лишався офіційним центром. Це рішення лише підкреслило розкол у церковному управлінні.
У 1361 році патріарх уточнив межі юрисдикцій: єпархії — Холмська, Галицька, Перемишльська і Луцька — були офіційно визнані частиною митрополії Романа. Це посилило його позиції, але вже наступного року, у 1362-му, митрополит Роман помер, не зумівши створити повноцінну альтернативу Київській митрополії з кафедрою у Москві.

## Третя Галицька митрополія (1362–1371)
Після смерті митрополита Романа у 1362 році Велике князівство Литовське залишилось без захисника власної церковної автономії. Тим часом Польща, поступово зміцнюючи свої позиції в Галичині, досягла істотного політичного успіху: до 1366 року, внаслідок тривалого збройного конфлікту, Галичина остаточно перейшла під владу польської корони. Волинь залишилася під контролем Литви з ключовими центрами у Луцьку та Володимирі. Такий поділ територій був закріплений Волинським договором 1366 року.
Намагаючись унезалежнити церковне життя західноруських земель від впливу і Литви, і Москви, польський король Казимир III Великий ініціював відновлення окремої православної митрополії з центром у Галичі. У 1370 році він звернувся до Константинопольського патріарха Філотея з офіційним проханням про відновлення митрополії. Патріарх пристав на цю пропозицію, і в 1371 році митрополитом Галицьким був затверджений Антоній.
Антоній отримав дозвіл на висвячення єпископів і підпорядкував собі єпархії в Перемишлі, Холмі, Турові та Володимирі. Відновлення Галицької митрополії стало стратегічним кроком Польщі, спрямованим на зменшення духовного впливу Литви та Московії у регіоні. Це також зміцнило авторитет польської корони серед православного населення Галичини.

## Спроби об'єднання окремих митрополій в єдину (1378–1406)
Після смерті митрополита Олексія у 1378 році, Константинопольський патріарх, враховуючи зростаючу вагу Великого князівства Литовського і наполягання князя Ольгерда, висвятив на митрополита "всієї Русі" Кипріяна. Він мав стати митрополитом з кафедрою у Москві, але представником ВКЛ. Тож йому було доручено важке завдання — об’єднати православні землі Литви й Московії в межах однієї церковної структури.
Кипріян був освічений і впливовий. Його перспектива висвячення була узгоджена з Константинополем ще за життя митрополита Олексія. Але в Москві його сприйняли вороже. Великий князь Дмитро Донський та бояри не хотіли віддавати церковну владу кандидату, що мав підтримку Литви. Натомість вони висунули архімандрита Чудового монастиря Митяя. Той вирушив до Константинополя за висвяченням, однак дорогою помер.
Супровід Митяя, використавши порожні грамоти Московського князя, самовільно висунув іншого кандидата — архімандрита Пимена. Завдяки підкупу і іншим впливам, вони досягли його висвячення, попри наявність законно призначеного Кипріяна. Московський князь однак не визнав Пимена, наказавши його арештувати. Після року ув’язнення в Чухломі, Пимена перевели до Твері.
Попри застереження Константинополя, Дмитро Донський у 1382 році змінив ставлення — розчарувавшись у Кипріяні, він прийняв Пимена з почестями. Невдовзі, однак, знову передумав і висунув нового кандидата — єпископа Діонісія Суздальського. Патріарх, зваживши на вплив Москви, висвятив Діонісія на митрополита та відрядив судову делегацію для розгляду справи Пимена.
У 1384 році суд визнав Пимена винним і позбавив сану. Той, незгідний з вироком, поїхав до Константинополя. Патріарх скликав собор, але Пимен на нього не прибув. Повернувшись до Москви у 1388 році, він продовжив священнодіяти, що призвело до нового конфлікту. У 1389 році Пимен вирушив у повторну поїздку до Константинополя, але дорогою був затриманий кредиторами, і незабаром помер у Халкідоні.
Лише після його смерті, у 1390 році, Кипріян зміг прибути до Москви і нарешті був визнаний митрополитом усієї Русі. Проте церковна єдність залишалась номінальною. Московська й литовська традиції розвивалися окремо, попри зусилля Кипріяна зберегти рівновагу між двома центрами. Він керував митрополією до своєї смерті у 1406 році.

## Третя Литовсько-Руська митрополія (1414-1419)
Після смерті Кипріяна у 1406 році новим митрополитом Київським і всієї Русі був призначений Фотій, який мав тверду підтримку Москви. Однак його призначення не було одностайно сприйняте в Литовсько-Руських землях. Чергова централізація церковної влади Москвою  викликала незадоволення серед руського духовенства у ВКЛ, яке прагнуло зберегти автономію та вплив Константинополя як противагу московським претензіям.
У відповідь на обмеження прав і фактичне усунення від церковного управління, 1415 року в місті Новогрудок було скликано собор єпископів з руських єпархій, підконтрольних ВКЛ. На цьому соборі митрополитом був обраний Григорій Цамблак — видатний богослов, письменник і публіцист, родом з Болгарії, який мав близькі зв’язки з литовським князівським двором і підтримував ідею автономії церкви в межах ВКЛ.
Обрання Цамблака відбулося без погодження з Константинополем, що викликало канонічну кризу. Вселенський патріарх оголосив його самозванцем і заборонив духовенству визнавати його владу. Попри це, Григорій Цамблак користувався підтримкою не лише князя Вітовта, а й значної частини єпископату та мирян. У Новогрудку та інших центрах митрополії його визнавали легітимним главою церкви.

## Флорентійська унія та її наслідки для Київської митрополії (1431–1441)
Після смерті митрополита Фотія у 1431 році Київська митрополія залишилася без очільника. Водночас Візантійська імперія переживала критичний етап свого існування: її території були майже повністю захоплені Османською імперією, а Константинополь залишався останнім бастіоном. Імператор Іоанн VIII Палеолог розглядав церковну унію з Римом як єдиний спосіб отримати військову допомогу від Заходу.
У цьому контексті у 1433 році литовський князь Свидригайло ініціював висвячення митрополита Герасима. Той у 1434 році повернувся з Константинополя з титулом митрополита Київського і всієї Русі. Йому надавали юрисдикцію над усіма православним землями регіону, а сам Свидригайло розглядав його як союзника в реалізації церковної унії з Римом. Однак уже в 1435 році через підозру у зраді Свидригайло стратив Герасима.
У 1437 році Константинополь поставив нового митрополита — грека Ісидора. Він мав підтримку патріарха і Польсько-Литовської держави. У 1439 році Ісидор узяв участь у Флорентійському соборі, де підписав акт унії, що визнавав верховенство Папи та ключові католицькі догмати. Згідно з домовленістю, православний обряд залишався незмінним, але канонічно підпорядковувався Риму.
У 1440 році Ісидор повернувся до Русі як легат Папи, з грамотою про унію. У Києві та литовських землях його зустріли з обережністю, але без відкритої ворожнечі. Однак у Москві ситуація була іншою: там унію категорично не прийняли. У 1441 році Ісидора заарештували. Московська знать звинуватила його у зраді православ’я і відмовилася визнавати його повноваження.

## Розкол і утвердження окремої Московської митрополії (1448–1458)
Після арешту Ісидора в Москві у 1441 році, московська влада остаточно порвала із церковною політикою Константинополя. Ідея унії, підтримана Візантією та частиною Київської митрополії, була категорично відкинута як загроза чистоті православної віри та незалежності московської церкви.
На тлі загального несприйняття Ісидора, у 1441 році собор єпископів у Москві ухвалив рішення про обрання нового митрополита. Кандидатом став єпископ Рязанський Йона, якого підтримував московський князь Василій II. Протягом кількох років Йона не мав офіційного визнання від Константинопольського патріарха. Але у 1448 році, без згоди Константинополя, московське духовенство самостійно висвятило його на митрополита Київського і всієї Русі.
Цей акт став поворотним моментом: уперше митрополита було обрано й поставлено в Московії без участі Вселенського патріархату. Формально титул Йони залишався "київським", але фактично він став першим автокефальним митрополитом Московської церкви. Це був не лише церковний, а й політичний жест — декларація незалежності Московії від Візантії й усіх зовнішніх впливів.
Паралельно Константинополь продовжував вважати Ісидора законним митрополитом, а а пізніше почав призначати нових предстоятелів для Київської митрополії з кафедрою в Києві (Велике князівство Литовське). Таким чином виникли дві паралельні юрисдикції: автокефальна московська митрополія (без визнання) та підпорядкована Константинополю київська митрополія що стала центром для Русинських земель в складі ВКЛ та Польського королівства.